# Біда (Нігерія)
Бі́да  (англ. Bida) — місто і район місцевого управління в центральній частині Нігерії, на території штату Нігер.

## Історія
В XIX столітті Біда була столицею держави Нупе.

## Географія
Місто знаходиться в південно-східній частині штату, на схід від річки Кадуна, на висоті 150 метрів над рівнем моря .
Біда розташована на відстані приблизно 78 кілометрів на північний захід від Мінни, адміністративного центру штату та на відстані 147 кілометрів на захід від Абуджі, столиці країни.

## Населення
За даними перепису 1991 року чисельність населення Біди становила 111 245 осіб .
Динаміка чисельності населення міста за роками:
| 1991    | 2012    |
| ------- | ------- |
| 111 245 | 137 623 |

## Економіка
Біда відома як центр кустарного виробництва виробів з золота, срібла, бронзи, скла, а також, з різноманітного рослинного волокна. Крім того, важливу роль відіграє торгівля продукцією  сільського господарства.

## Транспорт
Місто є автотранспортним вузлом. На північ від Біди розташований невеликий однойменний аеропорт (ICAO:DNBI) .